# Újszász
Újszász is een plaats (város) en gemeente in het Hongaarse comitaat Jász-Nagykun-Szolnok. Újszász telt 6968 inwoners (2002).